# Götiska förbundets friskola

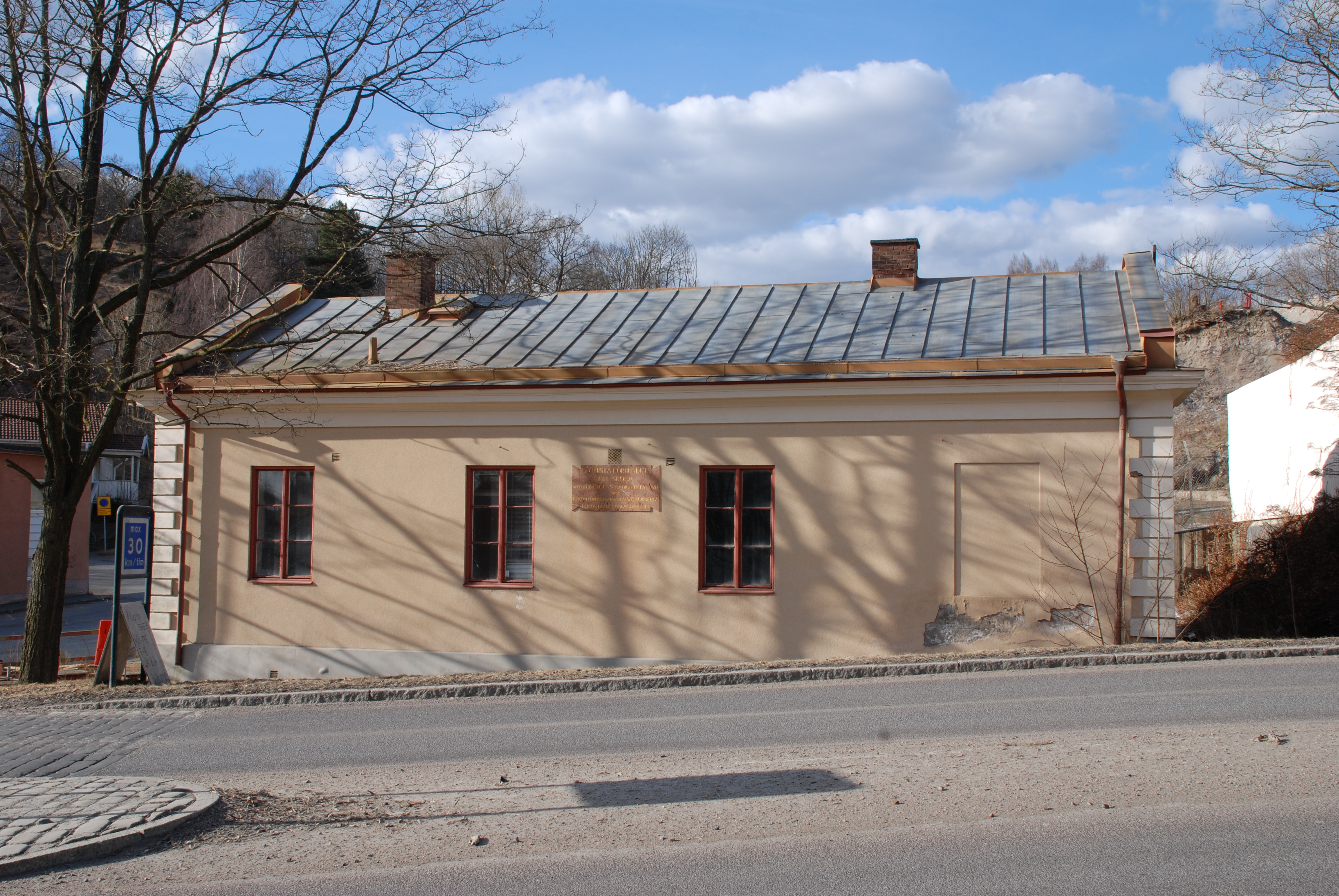
Götiska Förbundets friskola.

Götiska Förbundets friskola är en byggnad vid Kvarnbygatan i Mölndals Kvarnby i Mölndal. Skolan invigdes år 1824 och tillkom på initiativ av boktryckaren Samuel Norberg.
Sedan Samuel Norberg blivit medlem i ordenssällskapet  Götiska Förbundet i Göteborg 1822, föreslog han samfundet den 25 november samma år en skola i Mölndal, vilken han själv skulle bekosta. Kostnaden beräknades till 6 400 riksdaler, samt 430 riksdaler för inventarier. Dessutom överlämnades en fond på 666 riksdaler till förbundet.
Skolan blev färdig på våren 1824 och invigdes den 1 december samma år, varvid Norberg tilldelades Vasaorden, som tack för sin donation. Undervisningen började på hösten 1824 och från början gick 100 elever där. År 1872 överläts skolan till Fässbergs skolråd och kommun.
Läraren vid skolan skulle vara präst, och den förste som innehade tjänsten var studenten teol.kand. Johan Johansson. Tjänsten tillsattes av domkapitlet i Göteborg.
Inne på gården till skolan anlades år 1848 en slöjdskola, vilken senare kom att inrymma Mölndals stadsbibliotek.
Den 18 september 1860 kom prins Oscar Fredrik, senare kung Oscar II, till Mölndal för att se friskolan. Det tillkännagavs i samband med detta att Götiska Förbundets styrelse beslutat att omvandla friskolan till en högre folkskola, om kommunen inrättade en lägre folkskola.
År 1925 flyttade skolan till Trädgårdsskolan, vilken tidigare varit central folkskola. Byggnaden kom senare att inrymma pastorsexpedition.
På byggnadens fasad finns en kalkstensplatta med inskriptionen GÖTHISKA FÖRBUNDETS FRI-SKOLA MED KONUNGENS NÅDIGA TILLSTÅND OCH GENOM FÖRBUNDSMANNEN SAM. NORBERGS FRIKOSTIGHET ANLAGD ÅR 1823.